# 维勒尚特里亚
维勒尚特里亚（法語：Villechantria，法語發音：[vilʃɑ̃tʁija]）是法国汝拉省的一个旧市镇，属于隆斯勒索涅区。2017年，维勒尚特里亚与临近的3个市镇合并为新市镇瓦勒叙朗。

## 地理
维勒尚特里亚（46°22'25"N, 5°26'22"E）面积6.28 平方千米，位于法国勃艮第-弗朗什-孔泰大區汝拉省，该省份为法国东部内陆省份，北起上索恩省，西北接科多尔省，西临索恩-卢瓦尔省，南至安省，东与杜省和瑞士接壤。
与维勒尚特里亚接壤的市镇（或旧市镇、城区）包括：昂德洛-莫尔瓦勒、拉巴尔姆代皮、布尔西亚、布鲁瓦西亚、弗洛朗蒂亚、蒙塔尼亚-勒唐普利耶、圣于连、瓦勒代皮。
维勒尚特里亚的时区为UTC+01:00、UTC+02:00（夏令时）。

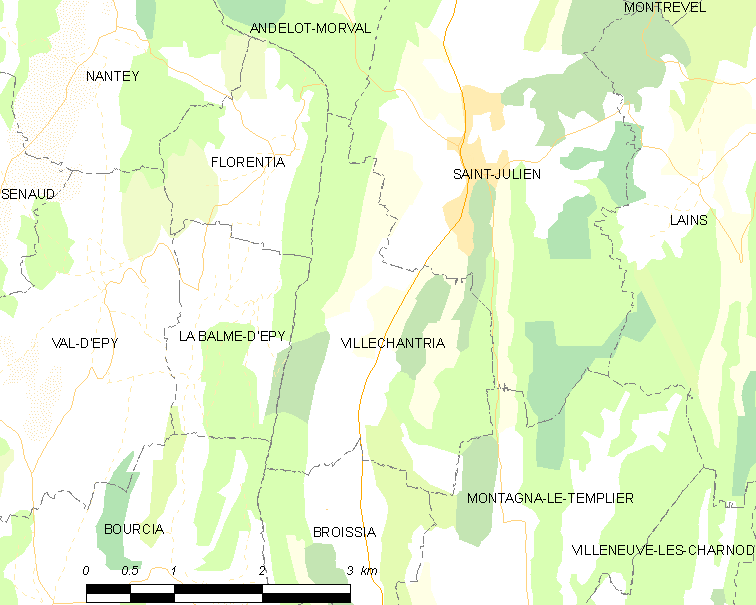
维勒尚特里亚的OSM定位图

## 行政
维勒尚特里亚的邮政编码为39320，INSEE市镇编码为39564。

## 政治
维勒尚特里亚所属的省级选区为圣阿穆尔县。

## 人口

1962-2008年间维勒尚特里亚人口变化图示

维勒尚特里亚于2018年1月1日时的人口数量为119人。